# 中田哲雄
中田哲雄（なかた てつお 1941年11月6日-）は、日本の通産官僚で、中小企業庁長官などを歴任。同志社大学教授。

## 来歴・人物
通産省1964年（昭和39年）入省組は相次ぐ任地先での死去や病気などで人選も流動し、官房三課長（官房総務課長）を経て渡辺修や、通産審議官となる細川恒らとの次官の本命レースにも加わっていた。著書に、小宮隆太郎・横堀恵一共編の『世界貿易体制』（東洋経済新報社、1999年）などがある。

## 略歴
- 東京都出身
- 1960年（昭和35年）3月:東京都立日比谷高等学校卒業
- 1964年（昭和39年）3月:東京大学法学部第2類卒業
- 1964年（昭和39年）4月:通商産業省入省。鉱山保安局管理課に配属
- 1966年（昭和41年）7月:中小企業庁官房総務課総括係長
- 1968年（昭和43年）7月:大臣官房総務課法令審査委員補佐
- 1971年（昭和46年）7月: 外務省在ケニア日本国大使館一等書記官
- 1974年（昭和49年）5月:中小企業庁計画部計画課課長補佐
- 1975年（昭和50年）11月:大臣官房総務課長補佐
- 1976年（昭和51年）9月:機械情報産業局総務課長補佐
- 1977年（昭和52年）7月:大臣官房秘書課長補佐
- 1978年（昭和53年）12月:生活産業局住宅産業課長
  - 当時、大蔵省主計局主査（通産一、二係）にあった長野庬士の発案で、石油危機克服の一環として太陽熱利用のソーラーシステム補助金制度を創設[2]。
- 1981年（昭和56年）6月:富山県理事・富山県知事公室次長
- 1982年（昭和57年）11月:富山県知事公室長
- 1985年（昭和60年）6月:通産省機械情報産業局産業機械課長
- 1987年（昭和62年）11月:機械情報産業局総務課長
- 1988年（昭和63年）6月:大臣官房総務課長
- 1989年（平成元年）6月:情報管理課長兼通産研究所次長（併）研究部長
- 1989年（平成元年）7月:大臣官房政策実施対策室次長
- 1990年（平成2年）6月:近畿通商産業局長
- 1991年（平成3年）6月:大臣官房審議官（立地公害局担当）
- 1992年（平成4年）7月:防衛庁装備局長
- 1994年（平成6年）7月:中小企業庁長官
- 1995年（平成7年）:退官
- 1995年 - 1997年 日本輸出入銀行理事
- 1997年 - 2004年 財団法人産業研究所所長・理事
- 1998年 - 2003年 独立行政法人日本貿易振興会理事（アジア経済研究所担当）
- 2004年 - 2006年 同志社大学大学院ビジネス研究科長・教授
- 2006年 - 2008年 同志社大学大学院ビジネス研究科教授
- 2008年 - 2010年 独立行政法人経済産業研究所 編纂副主幹[3]

## 同期入省
熊谷弘（内閣官房長官、通産相）、渡辺修（通産次官）、横田捷宏（日銀政策委員）、大角恒生（人事院公平局長）、合田宏四郎（関東通産局長、日本ガス協会副会長）、伊吹迪人（通産研究所次長）、川田洋輝（資源エネルギー庁長官）、谷仁（中小企業総合研究機構理事長）、蒲（伊藤）よし子（夭折）など。